# Nepi
Nepi település Olaszországban, Viterbo megyében. Lakosainak száma 9381 fő (2023. január 1.). Nepi Campagnano di Roma, Caprarola, Carbognano, Castel Sant'Elia, Fabrica di Roma, Mazzano Romano, Monterosi, Sutri, Trevignano Romano és Ronciglione községekkel határos.

## Népesség
A település népessége az elmúlt években az alábbi módon változott:
| Lakosok száma | 9620 | 9549 | 9381 |
|               | 2017 | 2018 | 2023 |